# Hottentotta khoozestanus
Espèce
Hottentotta khoozestanus est une espèce de scorpions de la famille des Buthidae.

## Distribution
Cette espèce est endémique de la province du Khouzistan en Iran. Elle se rencontre vers Behbahan.

## Description
La femelle holotype mesure 119,5 mm.

## Étymologie
Son nom d'espèce lui a été donné en référence au lieu de sa découverte, la province du Khouzistan.

## Publication originale
- Navidpour, Kovařík, Soleglad & Fet, 2008 : « Scorpions of Iran (Arachnida, Scorpiones). Part I. Khoozestan Province. » Euscorpius, no 65, p. 1-41 (texte intégral).